# Condado de Lac qui Parle
O Condado de Lac qui Parle é um dos 87 condados do estado americano do Minnesota. A sede do condado é Madison, e sua maior cidade é Madison.
O condado possui uma área de 2 015 km² (dos quais 34 km² estão cobertos por água), uma população de 8 067 habitantes, e uma densidade populacional de 4 hab/km² (segundo o censo nacional de 2000). O condado foi fundado em 1871.